# Khristos Dumas
Cristos Georgiu Dumas (grec: Χρήστος Γεωργίου Δούμας) (Patres, Grècia, 1933) és un arqueòleg grec, professor emèrit d'Arqueologia a la Universitat d'Atenes, i actual director de les excavacions d'Akrotiri, a l'illa de Santorí. En 1951 va començar a estudiar arqueologia a la Universitat d'Atenes. Des de 1960 fins a 1980, va treballar al servei grec d'arqueologia com a conservador d'antiguitats a l'Àtica (a l'Acròpolis d'Atenes), en les Cíclades, en les illes del Dodecanès i a les illes del nord de l'Egeu, on va dur a terme diferents excavacions i exposicions a museus. Durant el 1966 viatja a Londres per fer estudis de postgrau. El 1968 va començar a treballar amb Spirídon Marinatos a Akrotiri, del que posteriorment seria director.
Dumas també va ser conservador de les col·leccions prehistòriques del Museu Arqueològic Nacional d'Atenes, i va exercir com a Director d'Antiguitats i Conservació del Ministeri de Cultura de Grècia.
Des de 1975, Dumas és el director de les excavacions d'Akrotiri, a l'illa de Thera (Santorí), com a successor de Marinatos. Ha publicat diversos llibres i articles acadèmics sobre l'arqueologia del Egeu i en particular sobre les cultures de l'edat de bronze d'aquesta regió.

## Obres publicades (selecció)
- Dumas, K.; Papazoglu, L.. Santorini tephra from Rhodes.  Nature (revista), 1980. DOI 10.1038/287322a0.

- Dumas, K. Thera: Pompeii of the Ancient Aegean.  Londres: Thames and Hudson Ltd., 1983. ISBN 0500390169.

- Dumas, K. Cycladic art: Ancient sculpture and pottery from the N.P. Goulandris Collection.  British Museum Publications, 1983. ISBN 0714112720.

- Dumas, K. The Wall Paintings of Thera.  Atenes: The Thera Foundation, 1993. ISBN 960-220-274-2.